# Vojo Dimitrijević
Vojo Dimitrijević (Sarajevo, 12. svibnja 1910. – Sarajevo, 12. kolovoza 1980.), bio je bosanskohercegovački slikar i jedan od osnivača Collegium Artisticuma.

## Životopis
Vojo Dimitrijević je rođen 12. svibnja 1910. godine u Sarajevu. U Beogradu je 1936. godine završio Državnu umjetničku školu, a potom posjećuje atelje Andre Lota u Parizu. Uz Oskara Danona, Anu Rajs i Jahiela Fincija jedan od osnivača grupe Collegium Artisticum 1939. godine, koja i danas djeluje i čini značajnu gradsku točku u oblasti kulture i umjetnosti u Sarajevu. Značaj ove znamenite skupine ističe se u osobitom društvenopolitičkom kontekstu Kraljevine Jugoslavije uoči Drugog svjetskog rata. Dimitrijević je 1945. učestvovao u osnivanju Udruge likovnih umjetnika Bosne i Hercegovine, te Škole likovnih umjetnosti u Sarajevu u kojoj je radio kao ravnatelj i profesor. Bio je dio društva najznačajnijih bosanskohercegovačkih umjetnika: Mice Dimitrijević, Ismeta Mujezinovića, Danijela Ozme i Romana Petrovića.
Umro je u Sarajevu, 12. kolovoza 1980. godine. U Sarajevu jedna ulica nosi njenovo ime, a ispred Akademije likovnih umjetnosti u Sarajevu nalazi se postament bez biste koja je ukradena 2012. godine. Godine 2010. u Umjetničkoj galeriji Bosne i Hercegovine u Sarajevu, upriličena je velika retrospektivna izložba i time je obilježen umjetnikov stoti rođendan.

## Stvaralaštvo
Opus mu se razvijao u rasponu od socijalno angažiranog slikarstva, preko geometrijske apstrakcije sve do konceptualnih slikarskih praksi bliskih donekle analitičkom i procesualnom slikarstvu. Zbog svog osebujnog, stilski nehomogenog opusa, Vojo Dimitrijević je bio izložen brojnim raspravama struke i politike. Rano napuštanje ideoloških motiva i priključenje avangardnim stremljenjima priskrbilo mu je i epitet "izdajnika revolucije".

## Djela
- Kraj peći, ulje na platnu, 1930.
- Španija, ulje na platnu
- Portret slikara Ismeta Mujezinovića, ulje na platnu, 1939.
- Ulica pod snijegom, ulje na platnu, 1951.
- Život u kući radnika, linorez
- Fašizam caruje
- Bolničarka Rava previja ranjenika, crtež ugljenom

## Nagrade
- 1956. - Šestotravanjska nagrada grada Sarajeva;
- 1962. - Dvadesetsedmojulska nagrada;
- 1964. -Nagrada Vlade NR BiH;
- 1970. - Nagrada AVNOJ-a;

## Vanjske povezice
- Godišnjica smrti Voje Dimitrijevića